# Такач, Янош
Янош Такач (венг. Takács János, р.17 апреля 1967) — венгерский борец греко-римского стиля, призёр чемпионатов Европы.

## Биография
Родился в 1967 году в Татабанье. В 1988 году стал бронзовым призёром чемпионата Европы, а кроме того принял участие в Олимпийских играх в Сеуле и занял там 4-е место. В 1990 году занял 4-е место на чемпионате мира. В 1991 году занял 4-е место на чемпионате Европы, и 9-е — на чемпионате мира. В 1992 году занял 4-е место на чемпионате Европы, а кроме того принял участие в Олимпийских играх в Барселоне, но наград не завоевал. В 1994 году занял 9-е место на чемпионате мира, и 22-е — на чемпионате Европы.